# Spirillen

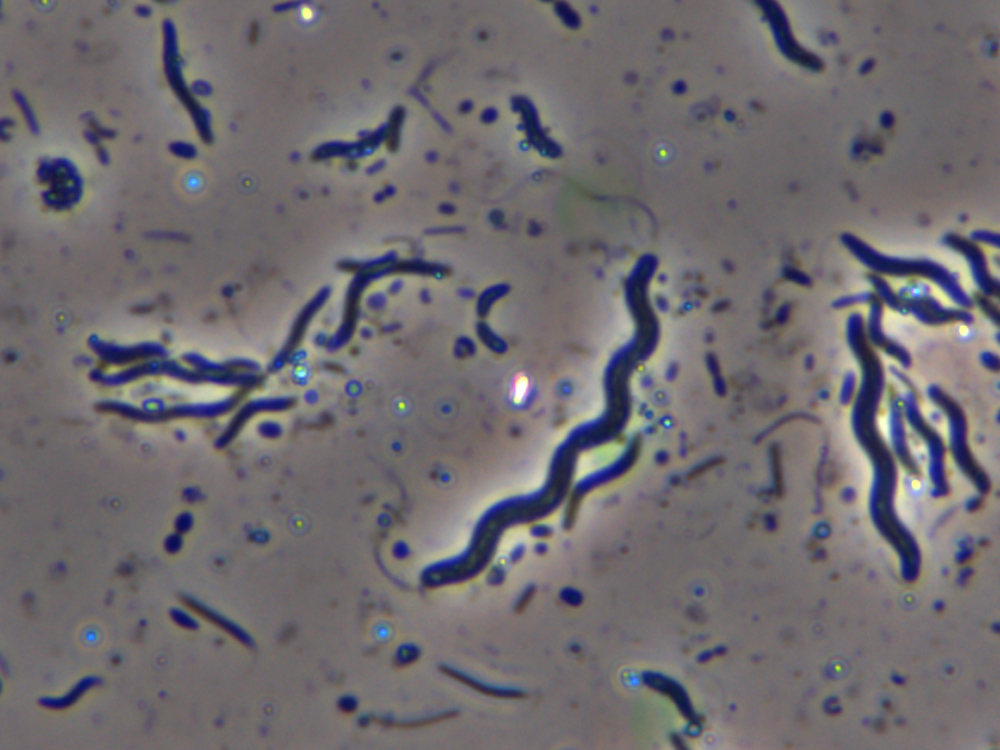
Spirillen

Spirillen (ook wel spiraalbacteriën) zijn gramnegatieve, gebogen staafvormige bacteriën die meestal zweepdraden (mono- of bipolair) bezitten. Ze komen voor in afval en water dat rijk is aan waterstofsulfide. Ze zijn extremofiel en komen voor bij een temperatuur van 50 tot 60 °C en in een sterk basische omgeving met een pH van 8 tot 10. Ze leven onder soortgelijke omstandigheden als de Archaea. Spirochaeta americana werd voor het eerst in 2003 beschreven. Enkele voorbeelden van spirillenbacteriën zijn Campylobacter en Treponema pallidum.